# Хмелезеро (деревня)
Хмелезеро — деревня в Алёховщинском сельском поселении Лодейнопольского района Ленинградской области.

## История
В конце XIX — начале XX века деревня административно относилась к Красноборской волости 2-го стана 2-го земского участка Тихвинского уезда Новгородской губернии.

ХМЕЛЕЗЕРО (ЮСОВО) — деревня Хмелезерского сельского общества, число дворов — 9, число домов — 9, число жителей: 24 м. п., 29 ж. п.; 

Занятие жителей — земледелие. Мануфактура, лавка, смежна с погостом Хмелезерским. 

ХМЕЛЕЗЕРО — деревня на земле дворян собственной, число дворов — 12, число домов — 12, число жителей: 37 м. п., 36 ж. п.; 

Занятие жителей — земледелие. Мелочная лавка, смежна с погостом Хмелезерским. 

ХМЕЛЕЗЕРО — погост на церковной земле, число дворов — 4, число домов — 4, число жителей: 7 м. п., 7 ж. п.; 

Занятие жителей — церковное служение. Церковь, земская школа. (1910 год)

С 1917 по 1918 год деревня входила в состав Красноборской волости Тихвинского уезда Новгородской губернии.
С 1918 года в составе Череповецкой губернии.
С 1927 года в составе Хмелезерского сельсовета Оятского района.
Согласно карте Ленинградской области Северо-западного аэрогеодезического треста ГГУ издания 1932 года деревня насчитывала 4 крестьянских двора. В деревне находились: почта, часовня и астрономический пункт.
По данным 1933 года деревня Хмелезеро входила в состав Хмелезерского сельсовета Оятского района, административным центром сельсовета была деревня Малафеево.
По данным 1936 года в состав Хмелезерского сельсовета с центром в деревне Хмелезеро входили 8 населённых пунктов, 162 хозяйства и 4 колхоза.
В 1939 году население деревни составляло 315 человек.

Деревня Хмелезеро на карте РККА 1940 года

С 1955 года в составе Лодейнопольского района.
В 1961 году население деревни составляло 108 человек.
По данным 1966, 1973 и 1990 годов деревня Хмелезеро также входила в состав Хмелезерского сельсовета.
В 1997 году в деревне Хмелезеро Тервенической волости проживали 29 человек, в 2002 году — 25 человек (русские — 96 %).
В 2007 году в деревне Хмелезеро Алёховщинского СП проживали 27 человек, в 2010 году — 39, в 2014 году — 25 человек.

## География
Деревня расположена в юго-восточной части района на автодороге 41К-019 (Явшиницы — Хмелезеро).
Расстояние до административного центра поселения — 40 км.
Расстояние до ближайшей железнодорожной станции Лодейное Поле — 92 км.
К западу от деревни расположено озеро Хмелезеро.

## Демография
| 1910 | 1939 | 1961 | 1997 | 2007 | 2010 | 2014 |
| ---- | ---- | ---- | ---- | ---- | ---- | ---- |
| 140  | ↗319 | ↘108 | ↘29  | ↘27  | ↗39  | ↘25  |
| 2015 | 2016 | 2017 |      |      |      |      |
| ↘24  | ↘20  | ↘19  |      |      |      |      |

### Национальный состав
Согласно данным Всероссийской переписи населения 2021 года в деревне проживали 6 человек, все русские.

## Инфраструктура
На 1 января 2014 года в деревне было зарегистрировано: хозяйств — 11, частных жилых домов — 38
На 1 января 2015 года в деревне зарегистрировано: хозяйств — 11, жителей — 24.

## Достопримечательности
- Церковь Николая Чудотворца, 1915 года постройки, деревянная, действующая[23].

## Улицы
тер. Боровицы.